# Enrique Gutiérrez
Luis Enrique Gutiérrez Valdés (* 4. Februar 1892; † 8. Februar 1974) war ein chilenischer Fußballspieler. Der Stürmer absolvierte zwei Länderspiele für sein Heimatland. 

## Karriere

### Verein
Enrique Gutiérrez spielte mindestens 1916 für den CD Magallanes aus der Hauptstadt Santiago. Mehr ist über seine Vereinskarriere nicht bekannt.

### Nationalmannschaft
Enrique Gutiérrez wurde für die Nationalmannschaft Chiles für den ersten Campeonato Sudamericano 1916 nominiert und kam dort in den ersten beiden Spielen zum Einsatz. Gegen Uruguay gab es zum Auftakt eine 0:4-Niederlage, danach gegen Argentinien eine 1:6-Niederlage. Chile wurde beim Turnier mit einem Punkt Letzter. Es blieben die einzigen zwei Länderspiele für ihn.